# Shivajirao Patil Nilangekar
Shivajirao Patil Nilangekar (Marathi शिवाजीराव निलंगेकर; * 1. September 1931 in Nilanga, Distrikt Latur, Britisch-Indien; † 5. August 2020 in Pune, Maharashtra) war ein indischer Politiker des Indischen Nationalkongresses (INC), der unter anderem zwischen 1985 und 1986 Chief Minister von Maharashtra war.

## Leben
Nilangekar absolvierte ein Studium, das er mit einem Master of Arts (M.A.) abschloss, sowie ein Studium der Rechtswissenschaften, welches er mit einem Bachelor of Laws (LL.B.) beendete. Darüber hinaus erwarb er einen Doctor of Philosophy (Ph.D.).
1974 wurde Nilangekar erstmals in die von Chief Minister Vasantrao Phulsing Naik geführte Staatsregierung des Bundesstaates Maharashtra berufen und bekleidete dort zunächst bis 1975 den Posten als Minister für staatliche Einnahmen, Rehabilitation und Gesetzgebung. Er war später in der Regierung von Chief Minister Vasantrao Patil von 1977 bis 1978 Minister für Bewässerung sowie 1978 kurzzeitig Minister für öffentliche Gesundheit, Familienfürsorge sowie Gesetzgebung. In der von Chief Minister Abdul Rehman Antulay geführten Regierung von Maharashtra fungierte er zwischen 1980 und 1982 als Minister für Viehzucht, Molkereientwicklung, Fischerei, Beschäftigung, technische Bildung und Ausbildung, Recht und Justiz. Im darauf folgenden Kabinett von Chief Minister Babasaheb Anantrao Bhosale hatte er zwischen 1982 und 1983 die Ämter als Minister für Bewässerung, Milchviehzucht, Molkereientwicklung, Fischerei, Sport, Gesetzgebung, Recht und Justiz inne. Danach war er von 1983 bis 1985 Minister für Bewässerung, Gebietsentwicklung, Recht und Justiz sowie Zusammenarbeit in der von Chief Minister Vasantrao Patil geleiteten Regierung Maharashtras.
Als Nachfolger von Vasantrao Patil wurde Nilangekar schließlich am 2. Juni 1985 selbst Chief Minister von Maharashtra und bekleidete diesen Posten bis zum 12. März 1986. Er wurde zum Rücktritt von seinem Posten genötigt, nachdem der Bombay High Court Ermittlungen gegen ihm aufgenommen hatte. An der Universität Bombay wurde bekannt, dass Examensergebnisse im Medizinstudium im Fach Frauen- und Geburtshilfe gefälscht worden waren, so dass eine ungewöhnlich hohe Zahl von Studenten die schwierige Prüfung bestanden hatten. Zu dieser Zeit war Nilangekars Tochter Chandrakala eine der Examenskandidatinnen. Das Obergericht von Bombay kam in einer langen öffentlichen Anhörung am 31. März 1986 zu dem Schluss, dass begründete Anhaltspunkte dafür bestünden, dass die Fälschungen auf Veranlassung des mittlerweile zurückgetretenen Chief Ministers passiert waren. Am 13. März 1986 wurde Shankarrao Bhaorao Chavan sein Nachfolger im Amt des Chief Ministers. In seinem Kabinett übernahm er zugleich die Posten als Minister für allgemeine Verwaltung, Inneres, Strafvollzug, Stadtentwicklung, städtischen Grundbesitz, Öffentlichkeitsarbeit, Recht und Justiz sowie Protokoll. 1990 war er Präsident des INC von Maharashtra. 1999 wurde er im Wahlkreis Nilanga zum Mitglied der Legislativversammlung (Vidhan Sabha) von Maharashtra gewählt und gehörte dieser bis 2004 an. In der Regierung von Chief Minister Sushil Kumar Shinde fungierte er von 2003 bis 2004 als Minister für Steuern. 2009 wurde er im Wahlkreis Nilanga erneut zum Mitglied der Legislativversammlung von Maharashtra gewählt, der er nunmehr bis 2014 angehörte.
Seine Schwiegertochter Rupatai Patil Nilangekar war zwischen 2004 und 2009 Mitglied der Lok Sabha, des Unterhauses des indischen Parlaments für die Bharatiya Janata Party (BJP).
Er starb an Nierenversagen, nachdem er von einer drei Wochen vor seinem Tod diagnostizierten COVID-19-Erkrankung für geheilt erklärt worden war.